# Розенауштадіон
Розенаушта́діон (нім. Rosenaustadion) — футбольний стадіон у німецькому місті Аугсбург. Відкритий 1951 року. Стадіон є домашньою ареною футбольного клубу «Аугсбург».